# Plouay
Plouay Kisváros, Franciaországban, Morbihan megyében. Lakosainak száma 5779 fő (2022. január 1.). Plouay Inguiniel, Lanvaudan, Calan, Cléguer, Arzano, Guilligomarc’h és Berné községekkel határos.
Dombvidékes festői környezetben fekszik. Az ingatlanárakon is érezhető, hogy felemelkedőben lévő kisváros, lévén a környező településeken jóval olcsóbban, akár féláron vásárolhatunk olyan ingatlant, mint Plouay-ban. Pouay ingatlanárai 2017-ben: 1250€-3150 €/nm.

## Népesség
A település népességének változása:
| Lakosok száma | 3876 | 4368 | 4759 | 5112 | 5385 | 5529 | 5670 | 5726 | 5789 | 5779 |
|               | 1968 | 1982 | 1999 | 2006 | 2013 | 2015 | 2017 | 2018 | 2020 | 2022 |